# Вукашин Полексић
Вукашин Радомир Полексић (рођ. 30. август 1982. у Никшићу Црна Гора, СФРЈ) бивши је црногорски фудбалски голман.
Фудбал је почео да игра у ФК Сутјеска из Никшића. Године 2002. одлази и ФК Лече (Италија) где остаје до 2005. када се враћа у Сутјеску, а 2006. одлази у Татабању где се задржава до 2008. када прелази у Дебрецин.
За Фудбалску репрезентацију Југославије играо је само једном 8. маја 2002. против Еквадора
По оснивању Фудбалске репрезентација Црне Горе бранио је на првој званичној утакмици 24. марта 2007, против Мађарске. Тренутно је одиграо 22 меча. Дебитовао је на мечу против Русије, када је одбранио пенал.